# Мыс Доброй Надежды (Сасовский район)
Мыс До́брой Наде́жды — село в Сасовском районе Рязанской области России.
Входит в состав Глядковского сельского поселения.

## Географическое положение
Село находится в северной части Сасовского района, в 24 км к северо-востоку от районного центра, являясь самым северным населённым пунктом района. Расположено на правобережье Мокши.
Ближайшие населённые пункты:
- село Восход в 6 км к северо-востоку по асфальтированной дороге;
- село Устье в 7,5 км к юго-западу по асфальтированной дороге.

Ближайшая железнодорожная станция Сасово в 24 км к юго-западу по асфальтированной дороге.

### Рельеф
Высота над уровнем моря 85—92 м.

### Гидрография
Западная оконечность села расположена на берегу Подгорного озера, являющегося старичным озером Мокши. Учитывая, что само село расположено на бровке террасы Мокши, в долине реки довольно много старичных озёр различных по размеру и глубине. Наиболее крупное из них — озеро Пилисма. Само русло Мокши в двух километрах к западу

### Почвы
В долине Мокши почвы аллювиальные (супесь и песок), на террасе, коренном берегу серые лесные и дерново-подзолистые (супесь, суглинок), вследствие чего последние распаханы

## История
Деревня была основана группой крестьян из села Полтевы Пеньки (ныне с. Восход Кадомского района) на рубеже XVIII—XIX веков.
В 1896 году была построена земская школа, в которой обучались 59 учащихся. В 1906 году случился большой пожар, в котором сгорело 85 домов.

## Население
| 1984 | 1989 | 2002 | 2010 |
| ---- | ---- | ---- | ---- |
| 270  | →270 | ↘241 | ↘197 |

## Административно-территориальное деление
С 1861 году деревня Мыс Доброй Надежды входила в Полтево-Пеньковскую волость Елатомского уезда Тамбовской губернии.
До 2004 года село входило в Устьевский сельский округ. в 2004 году вошло в состав Глядковского сельского поселения.

## Хозяйство

### Сельское хозяйство
В советское время был образован колхоз «Добрая Надежда».

## Инфраструктура

### Дорожная сеть
Жилые дома расположены вдоль асфальтированной межрайонной автодороги Сасово — Кадом.
Улицы села: Ленина и Школьная. Улица Ленина почти на всём протяжении асфальтирована.

### Транспорт
Связь с райцентром осуществляется пригородными междугородними автобусными маршрутами № 503 Сасово — Ермишь и № 505 Сасово — Кадом. Автобусы малой вместимости (ГАЗель) курсируют по маршрутам ежедневно, три раза в сутки.

### Инженерная инфраструктура
Электроэнергию село получает по тупиковой ЛЭП 10 кВ от подстанции 110/35/10 кВ «Восход», расположенной в Кадомском районе.

### Образование
В 1932 году была построена одноэтажная деревянная школа. В 2011 году школа стала филиалом Глядковской средней школы, перейдя на начальный уровень обучения, а желающих продолжать обучение стали доставлять школьным автобусом в Глядково.
В 2013 году в рамках проводимой «оптимизации» образования было принято решение о закрытии школы, которое впоследствии было отменено.

### Рекреация
Близ южной окраины села, в лесу расположен детский оздоровительный лагерь «Лесная сказка».

## Культовые сооружения
В 1908 году в деревне на средства прихожан была построена деревянная Казанская церковь, после освящения которой деревня Мыс Доброй Надежды обоснованно получила статус села. В советский период по идейным соображениям церковь была закрыта.